# Metzgeriidae
Metzgeriidae é um grupo de hepáticas talosas.

## Sistemática
A subclasse Metzgeriidae está dividida nas seguintes ordens e famílias:
- Metzgeriales
  - Aneuraceae
  - Metzgeriaceae
  - Mizutaniaceae
- Pleuroziales
  - Pleuroziaceae